# Дюймовочка (фильм)
«Дюймовочка» — художественный музыкальный фильм 2006 года по мотивам одноимённой сказки Ханса Андерсена. Это последний фильм Леонида Нечаева и его единственный уже российский фильм, сценарий которого был написан в конце 90-х годов Инной Веткиной (для неё этот сценарий также стал последней в жизни работой). Несмотря на то, что фильм получил множество призов на различных кинофестивалях, он не возымел такого огромного успеха, как их предыдущие совместные работы — «Приключения Буратино», «Про Красную Шапочку» и «Сказка о Звёздном мальчике».

## Сюжет
В небе живут цветочные эльфы — миниатюрные крылатые дети, возглавляемые старым Маэстро. Их обязанность — сеять цветы. И вот однажды одна из девочек-эльфиек, у которой ещё не выросли крылья, создала необычайно красивый цветок, в котором, по словам Маэстро, заключено много света, добра и радости. Юный Король эльфов предлагает отправить этот цветок на Землю, однако остальные эльфы против такого решения — по их мнению, люди не заслужили такого чуда, так как не придают цветам особого значения, а то и вовсе безжалостно топчут их. Несмотря на уговоры Маэстро, дети продолжают протестовать, и это вызывает страшную бурю, которая уносит чудо-цветок и его создательницу. Эльфы отправляются на их поиски.
Маленькая эльфийка просыпается в болотной кувшинке, не помня, кто она. Единственное, что у неё есть — волшебный голос и прекрасный светящийся цветок. Девочку замечает одинокая дама, живущая в доме неподалёку, и предлагает ей свою помощь, попутно назвав её Дюймовочкой. Но стоило женщине выйти за порог, как найдёныша похищает старая жаба и, поразившись её красотой, решает выдать её замуж за своего непутёвого сына Жабика.
На закате Жаба-мать отправляет Дюймовочку учить Жабика вокалу, однако остаётся недовольна её пением, считая, что она должна петь так же, как её сын. В ответ Дюймовочка замечает, что у него нет певческого голоса, зато он неплохо поёт в хоре с головастиками. Возмущённая Жаба укладывает сына спать, а Дюймовочке поручает петь ему гаммы на ночь. Как только жабы окончательно засыпают, героиня, забрав с собой цветок, уплывает на кувшинке из их дома. В последний момент Жабик просыпается, но не останавливает Дюймовочку, а лишь печально машет ей вслед. Матери же он впоследствии говорит, что тоже хочет жить на цветке.
Началась зима. Спасаясь от холода, Дюймовочка заходит в старый сарай и случайно проваливается под пол, где обосновалась Полевая мышь, ненавидящая аромат цветов. Учуяв неприятный ей запах, Мышь находит девочку, приглашает её к себе домой в качестве помощницы и знакомит со своим соседом — господином Кротом, хранящим у себя большое количество золотых монет, оставленных людьми. На следующий день Дюймовочка сама наносит Кроту визит, так как госпожа Мышь решила научить её чутью — по её словам, чтобы разузнать, не приходит ли к соседу некая Выдра, посягающая на его богатства. Узнав о «воровке», господин Крот решает подшутить над ней и демонстрирует гостье свою хитрость: он кладёт в кошелёк со вшитой в него взрывчаткой пузырёк с чернилами, привязывает его к катушке с ниткой и оставляет за дверью. Проходившая мимо Мышь попадается на эту уловку, и кошелёк с чернилами взрывается прямо у неё под носом. Далее Крот приглашает Мышь на свой день рождения, и та берёт Дюймовочку с собой, но вскоре жалеет об этом — девочка поёт Кроту про чудесный мир снаружи, тот очарован её песней, и это настолько задевает чувства Мыши, что она начинает ревновать соседа к Дюймовочке, устраивает ей скандал и запирает её у себя, наказав день и ночь наводить порядок, пока «не одумается».
Тем временем посреди зимы неожиданно наступает весна. Господин Крот, воодушевившись рассказом Дюймовочки, наконец выбирается из норы и случайно находит обронённый девочкой волшебный цветок. Затем он подходит к двери сарая и через щель любуется природой, пока не замечает, как с неба вылетают два крохотных существа — то были эльфы, так и не нашедшие свою соплеменницу. Поражённый этим, он помогает Дюймовочке бежать, намекнув, что, возможно, эти существа ищут именно её. Сам же он решает отправиться в подземное кругосветное путешествие и прямо заявляет об этом госпоже Мыши, попутно обвинив её в эгоизме и корысти. Кроме того, Крот расставляет в своём жилище динамиты с детонатором на случай кражи, так как, по его словам, собранное им золото — не его собственность и никогда ею не было.
Пройдя через поле, Дюймовочка оказывается в лесу, где встречает маленького жучка — стражника королевы Майских жуков Жу-Жу. Та, услышав звонкое пение Дюймовочки, решает во что бы то ни стало завладеть её голосом, для чего посылает за ней свою свиту. Придворные жуки приводят девочку во дворец на дереве и требуют, чтобы она выступила в качестве «фонограммы» на королевском балу. Но Дюймовочка, стоя за кулисами, отказывается петь вместо королевы, и та позорится перед подданными. В ярости Жу-Жу приказывает отобрать у Дюймовочки её цветок и растаптывает его. Тогда героиня начинает петь, и под действием её голоса с неба льётся огненный град. Майские жуки в страхе разбегаются кто куда, а Дюймовочку наконец находят эльфы и забирают к себе.
Дюймовочка вспоминает, кто она и откуда. Её растоптанный цветок был рассеян по всей Земле. Маэстро обвенчал Дюймовочку и Короля, у Дюймовочки появляются крылья, и счастливая пара летит по небу.

## Награды
- Гран-при Международного кинофестиваля «Сказка» (декабрь 2007), приз за лучшую взрослую роль — Леонид Мозговой, приз за образ Дюймовочки — Татьяна Василишина.
- Участник: XXIII Московский Международный фестиваль фильмов для детей и юношества (Президент Армен Медведев, январь 2007 г.), Приз за лучшую детскую роль (Дима Карандин), Приз Президента фестиваля.
- Фестиваль «Золотой Витязь» (Президент Николай Бурляев, Кисловодск, май 2007), Приз «Бронзовый Витязь»[1].
- Фестиваль визуальных искусств в «Орлёнке» (Президент Дмитрий Харатьян, Туапсе, июль 2007), Приз за лучший детский дебют (Татьяна Василишина), Диплом за лучшую музыку (Евгений Крылатов), Диплом за лучшие визуальные эффекты[1].
- Фестиваль «Московская премьера» (Президент Алексей Баталов, Москва, август 2007), Конкурс зрительских симпатий «Наше новое детское кино», приз за лучшую «детскую» роль: Татьяна Василишина; приз за лучшую «взрослую» роль: Леонид Мозговой[2].
- Приз жюри за лучшую женскую роль — Светлана Крючкова, РКФ «Литература и кино» в Гатчине, 2007 год[1].
- Приз жюри и Российского авторского общества за лучшую музыку к фильму им. Андрея Петрова — Евгений Крылатов, РКФ «Литература и кино» в Гатчине, 2007 год[1].
- Премия «Звёздный мост» в номинации «Лучший ребёнок-актёр» (Таня Василишина) и «Актёр» (Леонид Мозговой) — декабрь 2007, Москва.

## В ролях
| Актёр                | Роль                           |
| -------------------- | ------------------------------ |
| Татьяна Василишина   | Дюймовочка                     |
| Светлана Крючкова    | Жаба                           |
| Лия Ахеджакова       | Полевая Мышь соседка Крота     |
| Леонид Мозговой      | Крот сосед Мыши                |
| Мириам Комиссарова   | королева майских жуков Жу-Жу   |
| Альберт Филозов      | Маэстро глава эльфов           |
| Ольга Кабо           | дама с лорнетом                |
| Дмитрий Карандин     | Жабик сын Жабы                 |
| Андрей Григорьев     | Кротик (юный Крот на картинке) |
| Андрей Заряжко       | Король эльфов                  |
| Александр Продан     | сероглазый скрипач             |
| Юрий Шерстнёв        | жук-секретарь                  |
| Олег Шеремет-Доска   | жук-капельмейстер              |
| Елена Ли             | жук-танцмейстер                |
| Сандро Пехович       | жук-скрипач                    |
| Александр Андрианов  | жук-скрипач                    |
| Анфиса Винстингаузен | жук-скрипач                    |

| Актёр               | Роль             |
| ------------------- | ---------------- |
| Пётр Жуков          | сторожевой жучок |
| Алина Булынко       | эльф             |
| Мария Астахова      | эльф             |
| Никита Астраханцев  | эльф             |
| Виктория Баландина  | эльф             |
| Алина Беширова      | эльф             |
| Чан Хань            | эльф             |
| Мария Бобруйская    | эльф             |
| Мария-Катерина Цорн | эльф             |
| Евгений Медведев    | эльф             |
| Алла Гутникова      | эльф             |
| Василий Брыков      | эльф-искатель    |
| Александр Сигуев    | эльф-искатель    |
| Милла Мутанен       | вокал            |
| Светлана Степченко  | вокал            |

## Съёмочная группа
- Режиссёр: Леонид Нечаев
- Продюсеры: Светлана Безган, Людмила Кукоба
- Сценаристы: Инна Веткина в соавторстве с Леонидом Нечаевым и Екатериной Ляхницкой
- Композитор: Евгений Крылатов
- Оператор: Андрей Кириллов
- Художник-постановщик: Константин Загорский
- Художник по костюмам: Наталья Полях
- Автор текстов песен: Юрий Энтин
- Визуальные эффекты: студия «Бегемот»